# Hyperacrius wynnei
Hyperacrius wynnei е вид бозайник от семейство Хомякови (Cricetidae).

## Разпространение
Видът е разпространен в Индия и Пакистан.